# Sarah Catherine Fraley Hallowell
Sarah Catherine Fraley Hallowell o Sarah Cresson Fraley Hallowell (8 de julio de 1833 – 17 de marzo de 1914, Filadelfia, Pensilvania) fue una periodista estadounidense. Fue editora  del The New Century for Women y del Public Leger en Filadelfia y fundadora y primera presidenta del Club New Century.

## Biografía
Sarah fue uno de las hijas, junto a Elizabeth, Mercy y Joseph, de Jane Chapman Cresson y Frederick Fraley, presidente del Western Savings Funds. Fraley fue el presidente de la Sociedad Filosófica americana durante 21 años, el segundo mandato más largo solo superado por el de Benjamin Franklin.
Hallowell fue la segunda mujer de Joshua Longstreth Hallowell (1819-1875), cuyo hermano era el abolicionista y hombre de negocios, Morris Longstreth Hallowell. Tuvieron una hija, Jean Fraley Hallowell. La familia vivía en Germantown y pertenecían al Social Register, registro de la élite social de Filadelfia. Se emparentó, gracias a su matrimonio, a la comisaria de arte y organizadora de exposiciones Sarah Tyson Hallowell.
Murió en Filadelfia (Pensilvania), donde está enterrada en el cementerio de Woodland.

## Carrera
Hallowell fue editora del New Century for Women, del Public Ledger en Filadelfia y fundadora y primera presidenta del Club New Century. Asistió a la Woman's Medical College of Pennsylvania y fue miembro de la Asociación de Sufragistas de Pensilvania.

### New Century for Women
El New Century for Women era un periódico semanal de ocho páginas creado y dirigido por el Women's Contennial Executive Committee de Filadelfia. Estaba "dedicado al interés industrial de las mujeres" para promover la capacidad de elección, igualdad salarial y una mayor autonomía social y financiera.

### New Century Club
El Club New Century era una organización femenina que se fundó en 1877 para mejorar la vida de las mujeres. Tenía comités para mujeres trabajadoras, asuntos municipales y educación. Más que retratar las opiniones de los puntos de vista "radicales" de algunas de sus miembros, Hallowell, su primera presidenta, decía que ellas solo "susurraban... [la] lógica de sufragio." Conforme la organización fue evolucionando, se decantaron más hacia la reforma social.

### Public Ledger
Hallowell era socia editorial, editora literaria y escritora de "Household" en el Public Ledger. Comenzó en 1877 y permaneció en él durante 18 años.

## Trabajos publicados
- Sarah Catherine Fraley Hallowell (1877). Nan; the new fashioned girl. John S. Marr & Sons.
- Sarah Catherine Fraley Hallowell. On the Church Steps.[14]
- Sarah Catherine Fraley Hallowell (contributor) (1886). Young Folks' Cyclopedia of Stories. D. Lothrop Company.